# SINGLES (T-BOLANのアルバム)
『SINGLES』（シングルス）は、T-BOLAN初のベスト・アルバム。1996年8月8日発売。発売元はZAIN RECORDS。

## 内容
デビューから約5年を経て発売された、初のベスト・アルバム。厳密には、タイトルにあるようにシングル曲を網羅したシングル・コレクションである。
アルバムとしては、前作『夏の終わりにII 〜Lookin' for the eighth color of the rainbow〜』から約2年ぶりの作品。同年のシングル「Be Myself/Heart of Gold 1996」をもって事実上の活動休止となり、後1999年には正式に解散が決定した。以降オリジナル・アルバムは発表されず、本作発売直後に『BALLADS』が発売、その後同様のベスト・アルバムが複数発売されている。
シングルスと釘打っているものの、いくつか収録漏れのシングル曲も存在し、内容はヒット・シングル中心の構成である。「悲しみが痛いよ」「JUST ILLUSION」「サヨナラから始めよう」、本作発売直前に発売されたシングル「Be Myself/Heart of Gold 1996」も収録されていない。
活動休止中に発売された作品であるものの、オリコンアルバムチャートでは登場3週目にして1位を記録。アルバムではバンド唯一となるミリオンセラーも達成した。

## 収録曲
特記除く全作詞・作曲:森友嵐士
1. 離したくはない
2ndシングル。シングルバージョンはアルバム初収録。
2. じれったい愛
5thシングル。
3. Bye For Now
6thシングル。
4. マリア
12thシングル。シングルバージョンはアルバム初収録。
5. おさえきれない この気持ち
7thシングル。
6. 傷だらけを抱きしめて
9thシングル両A面曲。
7. SHAKE IT
  - 作詞:森下桂人、作曲:森友嵐士

13thシングル。アルバム初収録。
8. すれ違いの純情
  - 作詞:森友嵐士、作曲:織田哲郎

8thシングル。
9. LOVE
11thシングル。アルバム初収録。
10. わがままに抱き合えたなら
10thシングル。
11. 刹那さを消せやしない
作詞:森友嵐士、作曲:五味孝氏・森友嵐士
9thシングル。
12. 愛のために 愛の中で
14thシングル。アルバム初収録。

「愛のために 愛の中で」が終了してから約5分後に、ボーナストラックとして「Hold On My Beat」が収録されている。1枚目のシングル「悲しみが痛いよ」のカップリング曲。解散時に発売された『T-BOLAN FINAL BEST GREATEST SONGS & MORE』、森友が音楽活動を再開させた際に発売された『LEGENDS』にも収録されている。